# كأس اليونان 1956–57
كأس اليونان 1956–57 (باليونانية: Κύπελλο Ελλάδος ποδοσφαίρου ανδρών 1956-57) هو الموسم 15 من كأس اليونان. أشرف على تنظيمه الاتحاد الإغريقي لكرة القدم، وفاز فيه نادي أولمبياكوس.